# Bisericani (okręg Alba)
Bisericani – wieś w Rumunii, w okręgu Alba, w gminie Bucium. W 2011 roku liczyła 22 mieszkańców.